# Pierre Billet
Ne doit pas être confondu avec Pierre Billet (résistant).
Pour les articles homonymes, voir Billet.
Pierre Célestin Billet, né à Cantin le 2 novembre 1836 et mort dans la même ville le 26 novembre 1922,,, est un peintre et graveur français.

## Biographie
Pierre Billet est le fils d'un industriel établi à Cantin. Il abandonne cette activité pour devenir l'élève des peintres Émile Breton et Jules Breton,.
Il débute au Salon des artistes français de 1868 où il présente des scènes de genre. Il reçoit une médaille de 3e classe en 1873 et de 2e classe en 1874.
Il réalise des scènes réalistes, à la manière de Jules Breton, champêtres (Douaisis) ou maritimes (Boulogne, Yport). Après 1900, son art s'oriente vers le postimpressionnisme.
Pierre Billet forme à la peinture des élèves, dont sa fille Aline Guérin-Billet, Georges Maroniez ou Maurice Lévis,. Il côtoie la famille de Jules Breton, le couple Demon-Breton et certains peintres de l'École de Wissant, dont le couple Henri et Marie Duhem.

## Œuvres

### Œuvres dans les collections publiques
- France
  - Douai, musée de la Chartreuse :

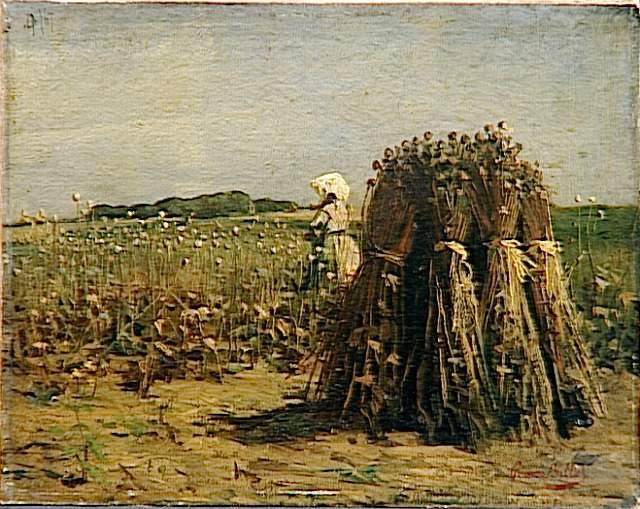
Champ d'œillettes, palais des Beaux-Arts de Lille.

    - Fille de pêcheur, huile sur toile[10],[11] ;
    - Jeune Pêcheur ; l'attente, huile sur bois[12],[13] ;
    - Jeune Pêcheuse, 1920, huile sur toile[14] ;
    - L'Aéroplane, huile sur toile[15],[16] ;
    - Repos champêtre, 1915, huile sur toile[17],[18].

  - Le Touquet-Paris-Plage, musée du Touquet-Paris-Plage - Édouard Champion :
    - Tasse de café, 1917, huile sur toile, 24 × 19 cm, don de Mme Géneau[19] ;
    - Étaples, vers 1893, huile sur toile, 35 × 24 cm, don d'Henri Le Sidaner ;
    - Forêt de Pins du Touquet, 1907,huile sur toile, 46 × 43 cm, don de Mme Guérin-Billet[20] ;
    - Forêt de pins, 1907[21] ;

  - Lille, palais des Beaux-Arts :
    - Champ d'œillettes, huile sur carton[22] ;
    - Femme assise, huile sur toile[23] ;
    - Pêcheuses des environs de Boulogne, vers 1869-1870, huile sur toile[24].

- Royaume-Uni
  - Glasgow, Glasgow Museums : Retour de pêche, 1885[25].

- Russie
  - Saint-Pétersbourg, musée de l'Ermitage : Ramasseuses d'huîtres, 1884[26].

### Estampes
- Avant la pêche[27].
- Pêcheuses sur les côtes de Normandie[28].
- Les Laveuses, 1876[29].

### Œuvres exposées aux Salons
- Les Suites d'une partie de carte, Salon de 1868.
- L'Attente, Salon de 1868.
- Pêcheur sur la plage d'Ambleteuse (Pas-de-Calais), Salon de 1869.
- La Partie de monsieur le maire, Salon de 1869.
- Pêcheuse des environs de Boulogne, Salon de 1870.
- L'Heure de la marée, côte de Normandie, Salon de 1872, anciennement au musée du Luxembourg, Paris.
- Coupeuses d'herbe, Salon de 1873.
- Retour du marché, Salon de 1873.
- Ramasseuse de bois, Salon de 1874.
- Fraudeurs de tabac, Salon de 1874.
- En hiver, Salon de 1875.
- Souvenir d'Ambleteuse, Salon de 1875.
- Jeune maraîchère, Salon de 1876.
- Une source à Yport (Seine-maritime), Salon de 1876.
- Un bûcheron, Salon de 1878.
- Pêcheuse d'équilles, Salon de 1878.
- Avant la pêche, Salon de 1879.
- Les Glaneuses, Salon de 1881.
- Souvenir du Cap d'Alprech ; Pêcheuse du Portel, Salon de 1896.

## Élèves
- Maurice Lévis (1860-1940).
- Georges Maroniez (1865-1933), en 1880.